# Unter Einsatz des Lebens
Unter Einsatz des Lebens ist ein US-amerikanischer Kriminalfilm aus dem Jahr 1950 mit Don DeFore und Andrea King in den Hauptrollen. Der Film wurde von King Bros. produziert.

## Handlung
Der Fälscher Eugene Deane verhält sich im Gefängnis vorbildlich. Heimlich arbeitet er jedoch an Druckplatten für 10-Dollar-Scheine. Für den Kaplan der Gefängniskapelle verrichtet Deane einige Arbeiten und kann die Platten in eine Tasche des Kaplans schmuggeln. Der Kaplan wird zu einer kranken Frau gerufen. Während er sich um die Frau kümmert, wird der Hausherr von einem Gangster bedroht, der sich die Platten holt.
In Casinos tauchen bald darauf gefälschte 10-Dollar-Scheine auf. Der Ermittler John Riggs vom Finanzministerium durchsucht Deanes Zelle und findet das Werkzeug des Fälschers. Deane, der nach einer ärztlichen Diagnose nur noch wenige Monate zu leben hat, verweigert die Zusammenarbeit. In Los Angeles wird der Taschendieb Nimble Willie mit Falschgeld aufgegriffen. Willie zeigt Riggs den Mann, den er bestohlen hat. Riggs ermittelt, dass das Falschgeld aus einem Zigarrenladen stammt. Als Kurier gerät der Geschäftsreisende Bill Evans unter Verdacht, der festgenommen wird. Sein Koffer ist voll mir Falschgeld. Riggs vereinbart mit Evans, dass der den Austausch mit seinem Kontaktmann Reggie durchführen soll. Evans trifft sich mit ihm in einem Hochhaus und wird durch ein Fenster in die Tiefe gestoßen. 
Riggs überbringt Mrs. Evans die Nachricht vom Tod ihres Ehemannes. Er durchsucht Evans Habseligkeiten und stößt auf das Etikett eines noblen Schneiders in Beverly Hills. Riggs findet heraus, dass der Schneider mehrere Anzüge an Evans in ein Hotel in Los Angeles geschickt hat. Riggs nimmt sich unter dem Namen Nick Starnes ein Zimmer in dem Hotel und verhält sich wie ein Lebemann, der mit Geld um sich wirft. Er lässt die Hotelmanagerin Nora Craig informieren, dass ein 50-Dollar-Schein, der aus einem bewaffneten Raubüberfall stammt, von einem ihrer Gäste benutzt wurde. Er übergibt Nora einen Umschlag, der im Hotelsafe deponiert werden soll. Nora öffnet heimlich den Brief und findet eine Liste des FBI mit den Seriennummern der Geldscheine aus dem Überfall. 
Nora und Riggs beginnen eine Affäre. Einige Zeit später kontaktiert Reggie Riggs. Man vereinbart, dass Riggs Falschgeld im Nennwert von 500.000 Dollar zum Preis von 100.000 Dollar kauft. In der Zwischenzeit kann der todkranke Deane bei einem Transport ins Krankenhaus entfliehen. Reggie fängt ein Telegramm von Riggs Vorgesetztem Hugh Pringle ab und nimmt Riggs gefangen. Er wird in ein verlassenes Lagerhaus gebracht. Reggie bestellt Nora  zu sich, die sich als Kopf der Fälscherbande entpuppt. Zudem ist sie Deanes Tochter. Nach Deanes Tod kann Riggs Pringle kontaktieren. Man vereinbart, die Transaktion durchzuführen, doch dabei kann Reggie den Agenten des Finanzministeriums entkommen. Im Versteck bringt Riggs einen der Männer dazu, etwas zu essen zu holen. Dafür gibt er ihm einen 10-Dollar-Schein, auf dem er vorher eine Nachricht geschrieben hat, mit der Bitte, das Finanzministerium sofort zu alarmieren. 
Nora hat in dem Notizbuch ihres Vaters eine Zeichnung von Riggs gefunden, die ihn als Ermittler entlarvt. Nora ruft sofort ihre Leute aus dem Lagerhaus zurück. Gerade als die Bande das Lagerhaus in Brand setzen will, erscheinen Polizei und Agenten des Finanzministeriums. Nora versucht mit dem Geld zu fliehen und wird von Riggs bis zu einer Brücke verfolgt. Nora verliert die Balance, stürzt auf die darunter liegenden Gleise und wird von einem Zug erfasst.

## Produktion

### Hintergrund
Gedreht wurde der Film von Mitte bis Ende Juni 1950 in den MGM-Studios in Los Angeles und im San Quentin State Prison.
Laut Unterlagen der Production Code Administration der Motion Picture Association (MPAA/PCA) wurden zwei Szenen beanstandet. Noras Selbstmord war durch den Hays Code inakzeptabel, um eine kriminelle Person zu strafen. Ebenso unerwünscht war die Szene, in der Riggs Blumen zu Noras Begräbnis schickte, weil dies eine unschickliche Romanze zu einer Kriminellen implizierte. 
Allied Artists, die den Verleih des Films übernahm, kam mit dem Finanzministerium der Vereinigten Staaten in Konflikt. Der Verleih hatte eine New Yorker Druckerei beauftragt, als Werbegimmick 10-Dollar-Scheine zu drucken, die an die Zuschauer verteilt werden sollten.

### Stab
Ted Haworth war für das Szenenbild zuständig, Norma Koch für die Kostüme.

### Besetzung
In kleinen nicht im Abspann erwähnten Nebenrollen traten Argentina Brunetti, Harold Miller und Tito Vuolo auf.
Die Einleitung sprach in der Originalfassung Gerald Mohr.

## Veröffentlichung
Die Premiere des Films fand am 16. November 1950 statt. In der Bundesrepublik Deutschland kam er am 16. Mai 1952 in die Kinos.

## Kritiken
Das Lexikon des internationalen Films schrieb: „Wenig originell, aber spannend erzählter Kriminalfilm.“
Der Kritiker des TV Guide sah einen Film mit realistischen Szenerien und einer ausgezeichneten Andrea King.